# Nevada Smith
Nevada Smith (bra/prt: Nevada Smith) é um filme estadunidense de 1966, dos gêneros drama e faroeste, dirigido por Henry Hathaway, com roteiro de John Michael Hayes baseado no romance The Carpetbaggers, de Harold Robbins. 
Nevada Smith, o personagem central do filme, já havia aparecido em The Carpetbaggers (1964), vivido por Alan Ladd.

## Sinopse
Sam Sand e a sua mulher, uma índia, são mortos sob tortura por três pistoleiros que acreditam que Sam escondia uma grande quantidade de ouro.
O filho do casal, Max Sand, ficou traumatizado ao ver os corpos dos pais e decidiu que mais ninguém os veria assim, queimando a casa com os corpos dentro.
Max decide então vingar-se, mas não sabe disparar uma arma e nem escrever e ler. Além disto, não sabe quem são os assassinos, pois ele não conseguiu distingui-los. 

## Elenco
- Steve McQueen .... Nevada Smith / Max Sand / Fitch
- Karl Malden .... Tom Fitch
- Brian Keith .... Jonas Cord
- Arthur Kennedy .... Bill Bowdre
- Suzanne Pleshette .... Pilar
- Raf Vallone .... padre Zaccardi
- Janet Margolin .... Neesa
- Pat Hingle .... Pé Grande
- Howard da Silva .... Warden
- Martin Landau .... Jesse Coe
- Paul Fix .... xerife Bonnell
- Gene Evans .... Sam Sand
- Josephine Hutchinson .... Elvira McCandles
- John Doucette .... tio Ben McCandles
- Val Avery .... Buck Mason
- Lyle Bettger .... Jack Rudabough